# Nationaal Landschap Graafschap
Het Nationaal Landschap Graafschap ligt tussen de Gelderse gemeenten Zutphen, Lochem, Berkelland en Bronckhorst. De omvang is ongeveer 20.000 ha. In de Nota Ruimte van 2005 heeft de Nederlandse overheid 20 Nationale Landschappen aangewezen waarvan de Graafschap er één is.

## Landschap
Bepalend voor het landschap is de kleinschaligheid. Naast essen en weilanden vinden we er buitenplaatsen, landgoederen, riviertjes, beken, onverharde wegen, gehuchten en dorpen.

## Activiteiten
Het gebied heeft een sterk agrarisch karakter. Het streven is dat een deel van de grondgebonden landbouwbedrijven de bedrijfsvoering verbreedt met natuur- en landschapsbeheer en recreatie-activiteiten of innoveert met bijvoorbeeld fokkerij of verwerking tot streekproducten. Er is een toeristisch-recreatieve infrastructuur die men verder wil ontwikkelen, met bijzondere initiatieven zoals ‘het Betere Boerenbed’ en Culture and Castles.

## Bestuur en beleid
Al sedert de jaren zeventig is geprobeerd een beleidsmatige vorm te vinden voor het behoud van het gewaardeerde landschap van de Graafschap. Aanvankelijk koerste men op een Nationaal Landschapspark, later kreeg het gebied de status van Waardevol Cultuurlandschap - WCL.
Middag-Humsterland · Noardlike Fryske Wâlden · Zuidwest Fryslân · Drentsche Aa · IJsseldelta · Noordoost-Twente · Veluwe · Graafschap · Winterswijk · Gelderse Poort · Rivierengebied · Arkemheen-Eemland · Nieuwe Hollandse Waterlinie · Stelling van Amsterdam · Laag Holland · Groene Hart · Hoeksche Waard · Zuidwest-Zeeland · Het Groene Woud · Zuid-Limburg